# ブラン・スタディオン
ブラン・スタディオン（ノルウェー語: Brann Stadion）は、ノルウェーのベルゲンにあるサッカースタジアムである。SKブランがホームスタジアムとして使用する。

## 概要
スタジアムの建設計画は1918年に実行され、1919年5月25日に行われたSKブラン対ノルウェー代表戦で開場した。試合はノルウェー代表が6-2で勝利した。開場時は陸上競技用トラックがある多目的スタジアムだった。
1933年にスタジアム初のノルウェー代表の国際試合が行われ、ノルウェー代表がウェールズ代表に1-2で敗れた。
スタジアムの最多入場者数試合記録は1961年10月1日に行われたノルウェー・カップ準決勝のフレドリクスタFK戦で、24,800人が入場した。
1995年、スタジアムの外にロアール・"クニクセン"・イェンセンの像が設置された。